# スコットランド聖公会

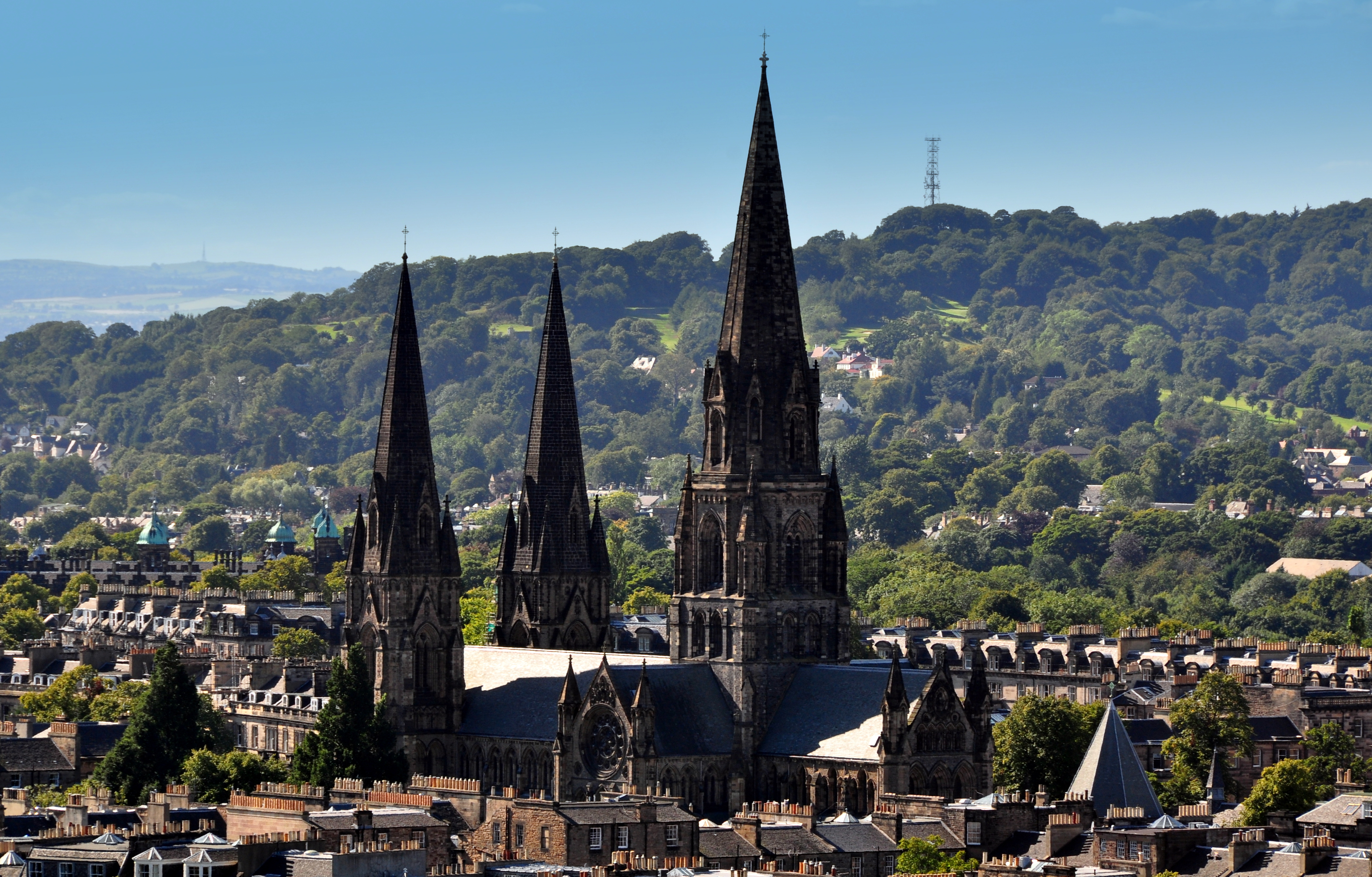
聖マリア大聖堂（聖公会）はエディンバラ教区の主教座聖堂

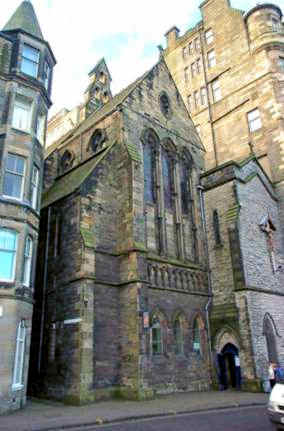
エディンバラの古聖パウロ教会（Old St. Paul's Church）

スコットランド聖公会（スコットランドせいこうかい）は、スコットランド監督教会（英語: Scottich Episcopal Church）という名称で、連合王国スコットランドにあるキリスト教教会。イングランド教会（イングランド国教会）のカンタベリー管区とヨーク管区とは別の独立した管区として、アングリカン・コミュニオンへ参加している。
スコットランドでは長老派のスコットランド教会（スコットランド国教会）が多数派を占めるので、カトリック教会などと共に少数派である。2016年での教会会員31,656人で、そのうち聖餐式に参加する信者は22,838である。毎週の教会出席者は平均12,511人である。

## 歴史

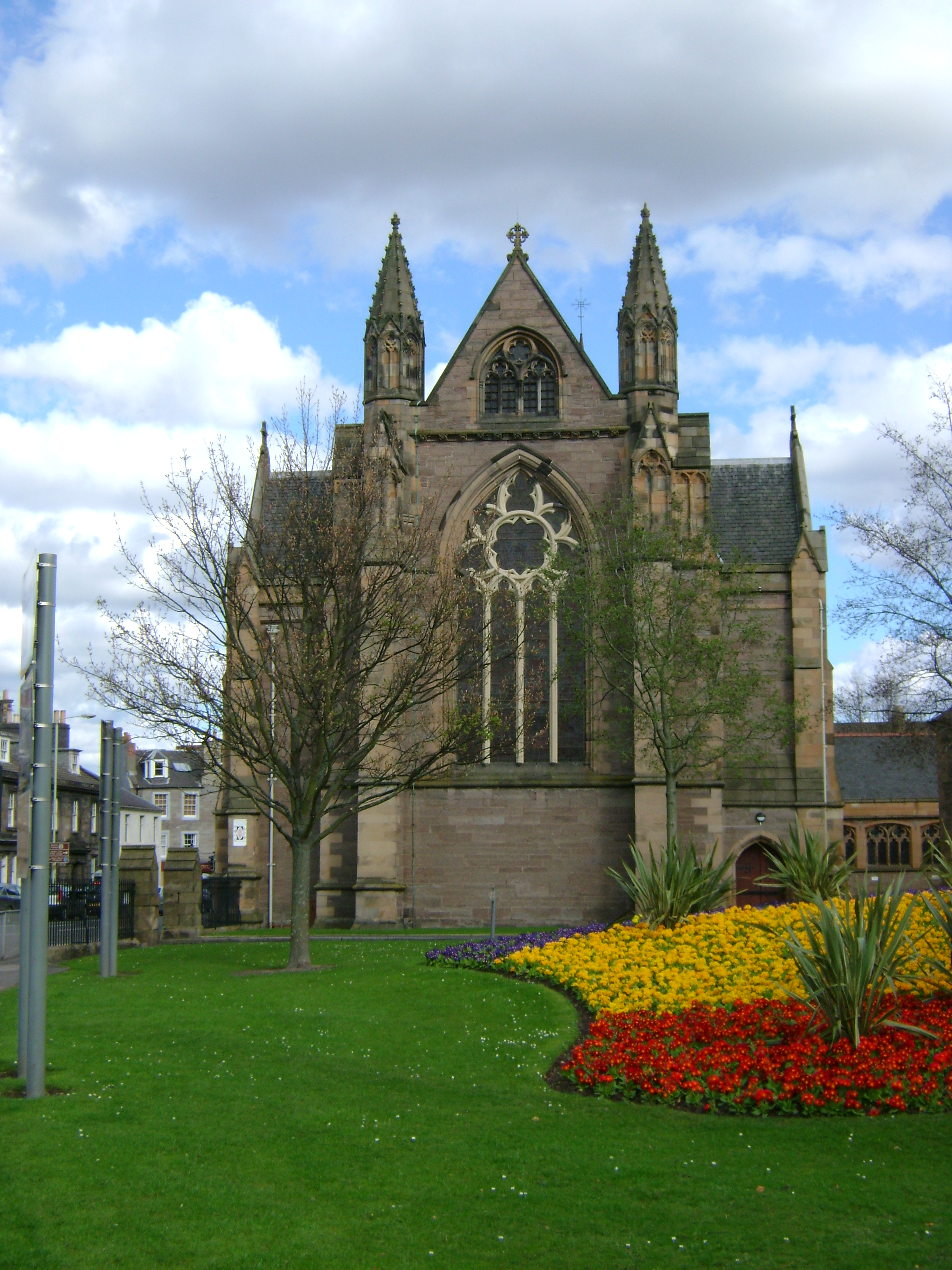
パースにある聖ニニアン大聖堂

スコットランドへのキリスト教宣教は聖ニニアンが南部のピクト人へ初めて行ったといわれている。563年にはアイルランドの修道僧の聖コルンバが12人の仲間と共に宣教に来て、彼が作ったアイオナ島のアイオナ修道院は現存している。
11世紀に至って、聖マーガレットの時代にローマとの結びつきをさらに強くしている。
1560年、スコットランド宗教改革 (Scottish Reformation) が始まって、スコットランド教会はローマの教会と袂を分かった。その中心になったジョン・ノックスはスイスでジャン・カルヴァンの思想に大きな影響を受けた。1560年、スコットランド議会はカルヴァンの信仰告白を「スコットランド信条」として採用した。1582年にはスコットランド教会は監督制度を否定して、長老による管理、カルヴァン主義の教会として歩み始める。
その後、スコットランド王ジェームス6世（在位1567 - 1625年）がイングランド王ジェームス1世（在位1603 - 1625年）になって両王国を治め、『欽定訳聖書』を定めて、初めて英語聖書が広く使われることになる。ジェームズはスコットランド教会をイングランド教会式の監督制にしようと何回か目論むが、いずれも失敗している。その息子のチャールズ1世の戴冠式はスコットランドのホリールード寺院でイングランド教会方式により行われた。チャールズはノックスの典礼式文（Book of Common Order）とイングランド教会の典礼式文を混合した典礼を作り、それを実施したところ反乱がおこり、間接的に主教戦争へと進み、1641年のアイルランド反乱 (Irish Rebellion of 1641) も併発して、王党派と議会派のイングランド内戦へ突入する原因となる。このような有様で王権が縮小してゆくにつれて、スコットランドではカヴェナンターと呼ばれる長老派支持者が主流となる。
1660年のスコットランド王政復古後、チャールズ2世の政府は監督制を強いたので、カヴェナンターとの争いが続き、ジェームズ7世（イングランド王ジェームズ2世、在位1685 - 1688年）は「スコットランドの名誉革命」 (Glorious Revolution in Scotland) の結果、廃位される。
ウィリアム2世王（イングランド王ウィリアム3世）への忠誠が進まない中、スコットランド教会は長老派への歩みを確固たるものにする。
1707年、スコットランドとイングランドは統一されて、グレートブリテン王国となる。1712年には「スコットランド聖公会」として改めて設立されている。
アメリカの13植民地の独立に際して、1784年にコネチカットのサミュエル・シーベリーを主教に任命するのにイングランド教会の協力が得られなかったのを見て（新しい主教は3人の主教が出席して聖別される）、スコットランド聖公会のアバディーンの聖堂で聖別式を行っている。それにより米国聖公会はスコットランド聖公会からの継承を標榜するようになった。
神学校は1810年に設立されて、1848年に移転し、1876年にさらにエディンバラへ移っている。現在聖職者の教育は各教区の責任でスコットランド聖公会神学校（Theological Institute of the Scottish Episcopal Church、略称：TISEC）が全体を統括している。
1900年には、全体で356の集会があり、会員数は124,335人、聖職者は324人であった。会員数は増えると予想されたが、予想通りには行かなかった。
1989年には、約200人の給与付き聖職者、80人の給与なしの聖職者で、会員数は65,000人、うち31,000人が受聖餐者であった。
1995年から21世紀に向けて「Mission 21」に取り組んできており、プログラム名「Making Your Church More Inviting」の下に様々な活動を行なうようになっている。

## 21世紀
21世紀に入って、経済的な是正、女性の登用に取り組んでいる。同性婚も認めて、2017年11月には初めての女性主教を選出した。

## 組織

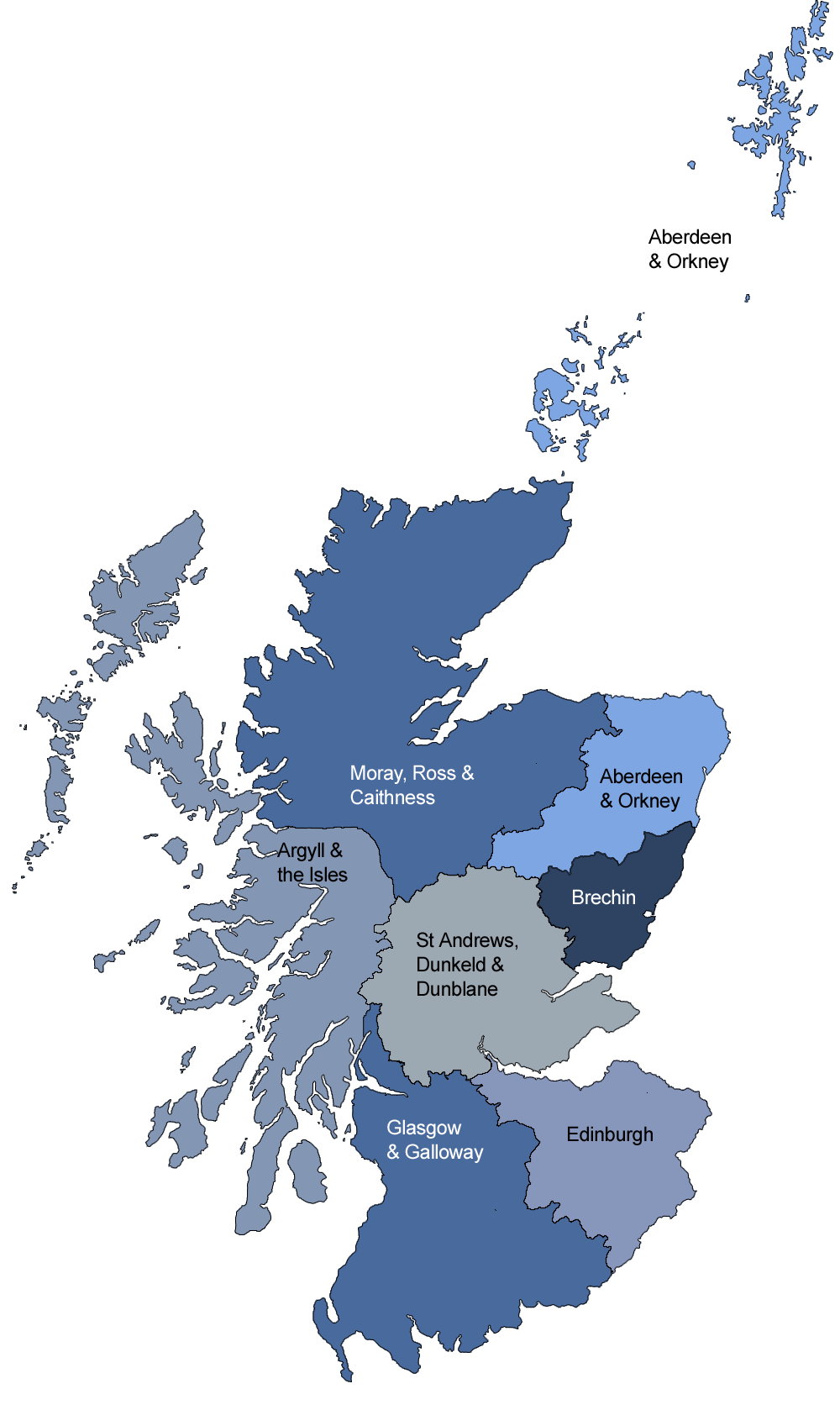
スコットランド聖公会の7教区

スコットランド教会の『スコットランド聖公会祈祷書』はウィリアムとメアリーの時代に広く使われるようになって、その後も何回か改定されている。
管区内には7つの教区がである。
- アバディーン・オークニー教区（Diocese of Aberdeen and Orkney）
- アーガイル・アイルス教区（Diocese of Argyll and The Isles）
- ブレヒン教区（Diocese of Brechin）
- エディンバラ教区（Diocese of Edinburgh）
  - オールド・セント・ポール教会 (Old St. Paul's, Edinburgh)
  - 聖マリア大聖堂 (エディンバラ) - 主教座聖堂
  - ロスリン礼拝堂 (Rosslyn Chapel) - 『ダ・ヴィンチ・コード』にも登場
- グラスゴウ・ガロウェイ教区（Diocese of Glasgow and Galloway）
  - 聖マリア大聖堂 (グラスゴー) - 主教座聖堂
- マリー・ロス・カイトネス教区（Diocese of Moray, Ross and Caithness）
- セントアンドリューズ・ダンケルド・ダンブレイン教区（Diocese of St Andrews, Dunkeld and Dunblane）

神学校として、スコットランド聖公会神学校がある。